# Hopea pachycarpa
Hopea pachycarpa là một loài thực vật thuộc họ Dipterocarpaceae. Loài này có ở Brunei, Indonesia, và Malaysia.